# مارتوناشن
مارتوناشن (به ارمنی: Մարտունաշեն) یک منطقهٔ مسکونی در جمهوری آرتساخ است که در استان کاشاتاق واقع شده‌است.